# Полис
Полис је град односно град-држава хеленског света. Античка Грчка је била претежно брдовита земља, испросецана речним долинама и плодним равницама. Овакав рељеф условио је њену политичку расцепканост. Хелени никада нису створили јединствену државу, већ су живели у полисима, независним градовима-државама. 
Полиси нису постојали само на простору савремене Грчке. Сарадничка студија коју је спровео Копенхашки Полис центар од 1993. до 2003. класификовала је око 1.500 насеља архајског и класичног старогрчког говорног становништва као полисе. Они су се налазили од Кавказа до јужне Шпаније, и од јужне Русије до северног Египта, на обалама Средоземног и Црног мора.
Реч полис је коришћена у првом познатом делу грчке књижевности, Илијади, око 350 пута. Проучавањем натписа пронађено је 1.450 који су користили полис пре 300. године пре нове ере, 425. атинских и 1.025 осталих натписа. Није било разлике у значењу између књижевне и натписне употребе.
Полис је постао оптерећен многим успутним значењима. Главна значења су "држава" и "заједница".
Први полиси појавили су се у VIII веку пре нове ере и постали језгра политичког и друштвеног живота Хеладе у потоњим вековима. Међу најзначајније се убрајају Спарта, Атина и Коринт, основан на Истамској превлаци, која Пелопонез спаја са средњом Грчком. Полиси су настајали уједињавањем сеоских заједница или мањих градова око једног управног, привредног и културног средишта. Обично је то било утврђено насеље које се могло лако бранити у случају рата. Грађане једног полиса су повезивали политички и економски интереси, као и заједнички култ. Сваки полис имао је свог бога заштитника, чији се храм налазио у срцу града, на акропољу. Полис је обавезно имао трг, пијацу (агора) као и гимназију. Територије хеленских градова-држава биле су по правилу релативно мале, обично омеђене планинским венцима или морем. Обухватале су град, са тврђавом тј. акропољем, и његову ширу околину. Изузетак су биле Спарта и Атина, чије су територије биле изузетно велике.
У најстарије доба је сва власт у полисима почивала у рукама аристократије. Њена моћ заснивала се на великим земљишним поседима, коју су се налазили у најплоднијим деловима градске територије, и огромним стадима стоке. Остали грађани (сељаци, трговци и занатлије) нису имали никаквих политичких права, нити су учествовали у вођењу државних послова.